# Internationale Amateur-Sternwarte
Die Internationale Amateur-Sternwarte (IAS) (englisch International Amateur Observatory) ist ein internationaler 1999 gemeinnütziger Verein mit Sitz in Heidelberg (Deutschland), der zwei Sternwarten in Namibia betreibt.
Die IAS unterhält auf dem 2350 m hoch gelegenen Plateau des Gamsbergs die Sternwarte Gamsberg, unter anderem mit einem 71-cm-Newton-Teleskop und in Sichtweite davon in den Hakosbergen, auf 1800 m, die Sternwarte Hakos. Die Einrichtung mit dem  Sternwarten-Code 221 verfügt neben einem 80-cm-Newton-Teleskop über drei 50-cm-Teleskope und weiteren Geräten zur fotografischen und visuellen Nutzung.
Die Internationale Amateur-Sternwarte bietet Mitgliedern des Vereins und deren Gästen die Möglichkeit, an größeren Teleskopen Beobachtungen des südlichen Sternhimmels durchzuführen. Durch die nahezu nichtexistente Lichtverschmutzung, die geringe Luftfeuchtigkeit und große Höhe gelten die Bedingungen im weltweiten Vergleich als optimal. Aus diesem Grund plante auch das Max-Planck-Institut für Astronomie, das im Besitz des größten Teiles der Gipfelfläche des Berges ist, eine Großsternwarte für diesen Ort, welche jedoch nicht realisiert wurde. Im April 2019 wurde der Aufbau eines Teleskops zur Erforschung Schwarzer Löcher durch das internationale Netzwerk Event Horizon Telescope am Gamsberg angekündigt. Der Bau des Africa Millimetre Telescope wurde im Februar 2022 bestätigt.

## Buschbrand 2022
Am 3. Dezember 2022 griff ein Buschbrand auf dem Gamsberg und seine direkte Umgebung über. Nur durch vorausschauende Rodungen sowie klugen Löscheinsatz der angrenzenden Farmen konnte die Zerstörung der Observatorien verhindert werden.
Durch den Brand fielen ca. 3500 Hektar Land dem Feuer zum Opfer.

## Weblink
- Website der Sternwarte